# 桜田昌三
桜田 昌三（さくらだ しょうぞう、1968年5月30日 - ）は、日本の俳優。

## 人物
茨城県出身。身長205cm。趣味はこれといってなし

## 出演作

### 映画
- 「いつかギラギラする日」 深作欣二監督
- 「ロックンロール障害者」 金杉剛監督
- 「悶絶!ハートブレイク新宿」 金杉剛監督
- 「Bar POLESTAR第2章」 新里猛・沼岡淳・高木裕治監督
- 「スキヤキ・ウエスタン・ジャンゴ」 三池崇史監督／平家ギャング幹部役
- 「ICHI」 曽利文彦監督／万鬼党幹部役
- 「窓辺のほんきーとんく」 堀井彩監督／オーデション受験者
- 「おやすみアンモナイト 貧乏人抹殺篇／貧乏人逆襲篇」  増田俊樹監督／桜田刑事役
- 「ヒミズ」 園子温監督／ボート屋の客役
- 「ゼウスの法廷」 高橋玄監督／弁護士 見城役
- 「希望の国」 園子温監督・脚本／住民 細川役

### Vシネマ
- 「新書 ワル」 中田信一郎監督 発売：GPミュージアム
- 「ザ・代紋」 新村良三監督 発売：アンカーフィルムズ
- 「ぎゃるVSヤン女〜紅の決闘」　加納周典 監督 ／キャバクラの常連客役  発売：アムモ98

### 舞台
- 悪役商会ミュージアム 「エーおせんにキャラメル」

### VP
- 「寺岡呼人／日のあたる場所」

### モデル
- アデランス

| スタブアイコン | サブスタブ | この項目は、まだ閲覧者の調べものの参照としては役立たない、俳優（男優・女優）に関連した書きかけの項目です。この項目を加筆・訂正などしてくださる協力者を求めています（P:映画/PJ芸能人）。 |